# Torre de San Marcos
La Torre de San Marcos (en maltés: Torri ta 'San Mark, originalmente conocida como Torre del Cortin y también conocida como Torre Qalet Marku (maltés: Torri ta' Qalet Marku), es una pequeña torre de vigilancia en Baħar iċ-Ċagħaq, límites de Naxxar, Malta. Se completó en 1658 como la tercera de las torres de Redín. Hoy, la torre está en buenas condiciones.

## Historia
La Torre de San Marcos se construyó en 1658 en Qrejten Point en Baħar iċ-Ċagħaq, en la costa norte de Malta. Fue construido en o cerca del sitio de un puesto de vigilancia medieval. Tiene vista de la Torre Ghallis al oeste, y la Torre Madliena al este. La construcción de la torre costó 408 escudos. La torre sigue el diseño estándar de las torres de Redín, que tiene una planta cuadrado con dos pisos y una torreta en el techo.
En 1741, se construyó un polvorazo cerca de la torre, y se creía que se había perdido hasta que se redescubrió durante las obras viales en el área en 2014.
La torre ya no estaba operativa en 1743, sin embargo, en 1792 la Congregación de Guerra ordenó que la torre se rearmara con un arma de hierro de 3 libras. Los británicos construyeron una pequeña sala de guardia frente a la torre, pero ahora está en ruinas.

## Actualmente
La Torre de San Marcos es administrada por Din l-Art Helwa , quien la restauró en 1997. La torre está en buenas condiciones, pero el área a su alrededor ha sido criticada por la cantidad de basura que queda allí, principalmente de personas que acampan en la península.
La torre está abierta al público con cita previa.